# 東洋大日本国国憲按
東洋大日本国国憲按（とうようだいにほんこくこっけんあん、旧字体：東洋大日本國々憲󠄁案）とは、日本の明治期における私擬憲法の一つ。1881年（明治14年）に、国会期成同盟の大会の決定を受け、立志社の植木枝盛が起草した。

## 概要
自由民権左派の最も民主的・急進的な私擬憲法として知られる。特徴として、人民主権・自由権・抵抗権（不服従権）・革命権・立憲君主制・連邦制・一院制などを定め、議会の権限が強いことが挙げられる。日本国国憲按ともいう。

## 内容(現代語訳、抜粋)
条文の現代語訳はすべてによる。
立憲君主制・一院制
第一条　日本国は、日本国憲法に従って国を築き、保つものとする。
第二条　日本国には、一つの立法院(法律を定める国会)、一つの行政府(政策を実行する政府)、一つの司法庁 (法をつかさどる裁判所)を置く。憲法はその規則を設ける。
連邦制
第七条　次に挙げる州を連合して、日本連邦となす。　日本武蔵州、山城州、大和州、和泉州、摂津州、伊賀州、伊勢州、志摩州、尾張州、三河州、遠江州、駿河 州、甲斐州、伊豆州、相模州、安房州、上総州、下総州、常陸州、近江州、美濃州、飛騨州、信濃州、上野州、 下野州、岩代州、磐城州、陸前州、陸中州、陸奥州、羽前州、羽後州、若狭州、越前州、加賀州、能登州、越後州、越中州、佐渡州、丹後州、但馬州、因幡州、伯耆州、出雲州、石見州、隠岐州、播磨州、美作州、備中州、安芸州、周防州、長門州、紀伊州、淡路州、阿波州、讃岐州、伊予州、土佐州、筑前州、筑後州、豊前州、 豊後州、肥前州、肥後州、日向州、大隅州、薩摩州、壱岐州、対馬州、琉球州
第八条　日本連邦政府を置き、州の単位を超えた日本全体の政治をつかさどる。 
第九条　日本連邦は、各州に対し原則としてその州の自由独立を保護すべきものとする。 
第十条　日本国内においてまだ州として独立していない所は、連邦政府が管理する。 
第十一条　日本連邦は、各州に対し外国からの侵攻を防御する責務がある。 
第十二条　日本連邦は、日本各州の互いの関係について規則を設けることができる。 
第十三条　日本連邦は、それぞれの州の内部の事柄に干渉することはできない。その州内の郡や町村などの制度にも干渉することはできない。 
第十四条　日本連邦は、日本各州の土地を奪うことはできない。その州自体が賛成を示す場合でなければ、州を 廃止することはできない。 
第十五条　憲法を改めない限り、日本の州を合併したり、分割したり、州の境界を変えたりすることはできない。 
第十六条　日本国内の地域において新たに州をつくるに当たって、その地域が連邦政府と一体化しようとする場 合は、連邦はそれを妨げることはできない。
第二十九条　日本各州は日本連邦の大原則に背くことを除き、それぞれ独立して自由なものとする。どのような政 治体制を行うとしても、連邦がそれに干渉することはない。 
第三十条　日本の各州は外国に対し国家の権利や国土に関する条約を結ぶことはできない。 
第三十一条　日本各州は各国に対し、連邦や他の州の権利に関わりのないことに限り、経済や警察の分野の件に ついて取り決めを結んだり法や規則をつくったりできる。 
第三十二条　日本各州は、現実に賊徒に襲われ急な危険に迫られた場合でなければ戦闘を行うことはできない。 
第三十三条　日本各州は、互いに戦闘することはできない。争い事があれば、連邦政府にその判定を委ねる。 
第三十四条　日本各州は、現実に強敵に襲われたり大乱が発生したりなどという急な危険の際には、連邦に通報 して救援を求めることまたは他の州に対して応援を要請することができる。各州は、他州からこのように応援を要請されたとき、それが真に急な危険からのものであるとわかるときは救援を送ることができる。それにかかった費用は 連邦が負担する。 
第三十五条　日本各州は常備兵を持つことができる。 
第三十六条　日本各州は護郷兵(州の防衛のための兵力)を持つことができる。 
第三十七条　日本各州は、連邦の許可がないのに二州以上で盟約を結ぶことはできない。 
第三十八条　日本各州は、関係する二州以上で協議することにより、その境界を改めることまたは州を合併するこ とができる。これを行うときは必ず連邦に通告しなければならない。
自由権・平等権
第四十三条　日本の人民は、法律によってでなければ、自由の権利を損なわれない。 
第四十四条　日本の人民は、満足な生命を得、満足な手足や身体や容姿を得、健康を保ち、名誉を保ち、世の 中の物を使用する権利を持つ。 
第四十五条　日本の人民はどのような罪を犯したとしても生命を奪われることはない。 
第四十六条　日本の人民は、法律によるものでなければどのような刑罰も与えられてはならない。また、法律によ らずに罪を責められたり、逮捕されたり、拘留されたり、監禁されたり、取り調べられたりすることはない。 
第四十七条　日本人民は、ある一つの罪のために繰り返して身体に刑罰を加えられることはない。 
第四十八条　日本人民は、拷問を加えられることはない。 
第四十九条　日本人民には、思想の自由がある。 
第五十条　日本人民は、どのような宗教を信じるのも自由である。 
第五十一条　日本人民には、言葉を話す自由権がある。 
第五十二条　日本人民には、議論を行う自由権がある。 
第五十三条　日本人民には、言葉を筆記し出版して公開する権利がある。 第五十四条　日本人民には、自由に集会を行う権利がある。 
第五十五条　日本人民には、自由に団体を組む権利がある。 
第五十六条　日本人民には、自由に歩行する権利がある。 
第五十七条　日本人民には、住居を害されない権利がある。 
第五十八条　日本人民は、どこに居住するのも自由とする。また、どこに旅行するのも自由とする。 
第五十九条　日本人民は、どのようなことを教え、どのようなことを学ぶのも自由とする。 
第六十条　日本人民は、どのような産業を営むのも自由とする。 
第六十一条　日本人民は、法律に定められた手続きによらずに屋内を探索され見調べられることはない。 
第六十二条　日本人民は、通信の秘密を損なわれてはいけない。 
第六十三条　日本人民は、日本国を去ることや日本国籍を脱することを自由とする。 
第六十五条　日本人民には、財産を自由に扱う権利がある。 
第六十六条　日本人民は、どのような罪を犯したとしても私有のものを没収されることはない。 
第六十七条　日本人民は、所有するものを正当な補償がないのに公共のものとされることはない。 
第六十八条　日本人民は、それぞれ自身の名で政府に書状を出すことができる。各自は自身のために請願をする権利がある。公立の会社においては、会社の名で書状を出すことかできる。 
抵抗権・革命権
第六十四条　日本人民は、すべて法の許さない物事に抵抗することができる。
第七十条　政府がこの憲法に背くときは、日本人民は政府に従わなくてよい。 
第七十一条　政府や役人が抑圧的な行為をするときは、日本人民はそれらを排除することができる。政府が威力 をもって勝手気ままに横暴で残虐な行為をあくまでもなすときは、日本人民は武器をもって政府に対抗することが できる。 
第七十二条　政府がわがままにこの憲法に背き、勝手に人民の自由の権利を害し、日本国の趣旨を裏切るとき は、日本国民はその政府を打倒して新たな政府を設けることができる。
皇帝の権限
第七十五条　皇帝は、国政の責任を負わない。
第七十六条　皇帝は、刑を受けることはない。 
第七十七条　皇帝は、身体にかかる税を負担しない。
第七十八条　皇帝は、軍を支配する権限を持つ。戦争を始めること、講和することの決定権を持つ。他国の独立 を認めるか認めないかを決定する。ただし戦争開始や講和を決定したときは直ちに立法院に報告しなければなら ない。 
第七十九条　皇帝は戦争のないとき、立法院の議論を経ないで兵士を徴収または募集することができる。 
第八十条　皇帝は外交事務の総裁である。外交官を任命することができる。外国との交際の儀礼を行うことができ る。 
第八十一条　皇帝は、功績を称える位や勲章を与えることができる。 
第八十二条　皇帝は、立法院の決議がなければ、通貨を創造したり改造したりできない。 
第八十三条　皇帝は国会の承諾を経て連邦の受刑者を刑から解放したり刑を軽くしたりすることができる。連邦の 規定で行われた裁判を他の裁判所に移してやり直させることができる。司法庁が司法権を行使するのを妨げること ができない。連邦閣僚の職務上の罪に関わった者には、連邦立法院に反して恩赦を与えたり刑の軽減をしたりす ることができない。 
第八十四条　皇帝は、立法議会を延長することができる。延長できる期間は、立法議院の承諾がなければ三十日 を越えることができない。 
第八十五条　皇帝は、軍備を調えることができる。 
第八十六条　皇帝は、国政を成り立たせるために必要な命令を出すことができる。 
第八十七条　皇帝は、人民の権利に関わること、国家の金銭を費やして行うこと、国家の土地に変更を加えること については、自身のみの決定で行うことはできない。必ず連邦立法院の議決を経なければならない。立法院の議 決を経ないものは、その効力を持たない。 
第八十八条　皇帝は、連邦行政府に出向いて政務を執り行う。
第八十九条　皇帝は連邦行政府の長である。常に連邦行政府の全権を持つ。特別に定めるものの他、連邦の行政官・行政職員を任命することができる。 
第九十条　皇帝は、連邦司法庁の長である。その名をもって法の判断を下し、また法務官を任命する。 
第九十一条　皇帝は、現行の法律を廃止したりすでに定まった法律を受け入れず放置したりすることはできない。 
第九十二条　皇帝は、法律によらずに税を取ることはできない。 
第九十三条　皇帝は、法律によらずに立法院の議論を拒むことはできない。 
第九十四条　皇帝は立法議会と意見が一致しない場合、一度その議会を解散させることができる。こうして解散し たときは解散したことを必ず三日以内に各選挙区に通達し、かつ人民に改めて議員を選ばせ、必ず六十日以内に 議会を再開しなければならない。一度解散した後再開した議会は、同じ案件について再び解散することはできな い。 
第九十五条　立法院が議決したことを皇帝が実施しがたいとするときは、議会にこれを再び議論させることができ る。このようにするときは、皇帝はその理由を詳しく述べ記して伝えなければならない。
立法権
第百十四条　日本連邦に関する立法権は、日本連邦人民全体が有する。 
第百十五条　日本連邦人民はみな、連邦の議会制民主主義に携わることができる。 
第百十六条　日本皇帝は、日本連邦の立法権に携わることができる。 
第百十七条　日本連邦の法律制度は連邦立法院において定める。 
第百十八条　連邦立法院は全国にただ一つ置く。 
第百十九条　連邦の立法権は、間接制民主主義によって行使する。
第百五十一条　非常事態があって会議を必要とするとき、皇帝は臨時会を開くことができる。 
第百五十二条　連邦会議の開会・閉会は皇帝がつかさどる。 
第百五十三条　毎年の常会は、皇帝の命令がなくとも連邦議員が自ら集合して議事を行うことができる。 
第百五十六条　立法会議が皇帝によって解散させられた後、皇帝が国法通りに再開しないときは、解散された議 会は自ら復活することができる。
第百六十四条　連邦立法院の決定で、皇帝が同意しないものがあれば、その案件を立法院に再度議論させる。立法院が再議するときは、議員総数の過半数の同意があれば再び皇帝に報告した上で成案は必ず実行するものとする。
統帥権
第二百八条　国家の軍隊の指揮権は皇帝が持つ。 
第二百九条　国軍の大元帥は皇帝と定める。 
第二百十条　国軍の将校は、皇帝が選任する。 
第二百十一条　常備兵は、法律・規則に従って皇帝が民衆から募集し、それに応募した者を採用する。 
第二百十二条　皇帝は、常備軍を監督する。非常事態が起こった際は、皇帝は常備軍の外に兵士を募集して志願した者を採用することができる。
緊急事態条項
第二百十五条　国内外に戦乱がある時に限り、その地においては一時、人身の自由、住居の自由、言論・出版の自由、集会・結社の自由などの権利を制限し、取締りの規則を設けることがあり得る 。戦乱の事態が終われば必ず直ちにその規則を廃止しなければならない。 
第二百十六条　戦乱のためにやむを得ないことがあれば、相当の補償と引き替えに一般市民の私有地・私有物を使用したり、破壊したり、消費したりすることがあり得る。最も緊急の時で、あらかじめ本人に照会し事前に補償をする暇がないときは、事後に補償をすることができる。 
第二百十七条　戦乱がある場合には、その間に限りやむを得ないことについて法律を設定することがあり得る。

## 影響
1889年（明治22年）に大日本帝国憲法が定められると、東洋大日本国国憲按を含む私擬憲法は国家への反逆の意を示すものと政府からみなされ、破却・隠匿されるなどして歴史の表舞台から消え去った。
1930年代、明治文化研究会などで明治憲法制定過程の実証的研究を進める鈴木安蔵らによって他の私擬憲法とともに再発見された。
鈴木は、第二次世界大戦後の1945年（昭和20年）12月、自らが参加する憲法研究会が新憲法案「憲法草案要綱」を作成・公表した際に、土佐立志社による「日本憲法見込案」などとともに「東洋大日本国国憲按」を参考資料とした。同「要綱」はGHQによる憲法草案のベースとなったため、『東洋大日本国国憲按』は同草案を原型として公布された現行『日本国憲法』の間接的源流とみることができる。